# Nifont (Fomin)
Nifont, imię świeckie Nikołaj Pietrowicz Fomin (ur. 2 kwietnia?/14 kwietnia 1885 w powiecie kiriłłowskim guberni nowogrodzkiej, zm. po 1932) – rosyjski biskup prawosławny.

## Życiorys
Był synem kapłana prawosławnego. Wykształcenie teologiczne uzyskał w seminarium duchownym w Nowogrodzie, a następnie w Moskiewskiej Akademii Duchownej, gdzie w 1910 uzyskał stopień kandydata nauk teologicznych. Będąc jeszcze studentem złożył wieczyste śluby mnisze, a następnie został wyświęcony na hieromnicha. Po ukończeniu studiów był nauczycielem w szkole przy monasterze Sołowieckim, następnie od lipca do września 1911 wykładał w seminarium duchownym w Tyflisie, zaś od września 1911 do sierpnia 1912 w seminarium duchownym w Saratowie. W sierpniu 1912 został nadzorcą szkoły duchownej w Pietrowsku. W tym samym roku otrzymał godność archimandryty (mniej prawdopodobne jest, że uzyskał ją dopiero w 1917).
23 kwietnia 1918 został wyświęcony na biskupa bałaszowskiego, wikariusza eparchii saratowskiej. W roku następnym został przeniesiony do eparchii nowogrodzkiej, także jako biskup pomocniczy z tytułem biskupa czeriepowieckiego. W latach 1919–1922 był ordynariuszem eparchii carycyńskiej. Według różnych źródeł był w tym czasie aresztowany raz, w 1921, lub dwukrotnie, w roku objęcia katedry i w 1921. Od 1922 do 1924 był biskupem mohylewskim. Następnie od 1925 do 1927 ponownie zajmował katedrę carycyńską, przemianowaną na stalingradzką. W 1927 został zesłany do Kostromy, jednak jeszcze w tym samym roku wrócił do służby w Cerkwi. Między majem a wrześniem pełnił obowiązki locum tenens eparchii włodzimierskiej i suzdalskiej, nosząc tytuł biskupa wiaznikowskiego. We wrześniu 1927 został biskupem władywostockim. Urząd sprawował do roku następnego, gdy został aresztowany. Po zwolnieniu objął w 1929 katedrę czeriepowiecką, na której pozostawał do kolejnego aresztowania w 1932. Jego dalsze losy są nieznane. W aktach zbiorowego procesu duchowieństwa Biełozierska, w którym zapadło ok. 100 wyroków śmierci, biskup Nifont został wspomniany jako twórca kontrrewolucyjnej organizacji, jaką rzekomo założył w 1930 w celu walki z kolektywizacją i jaką miał kierować do swojego uwięzienia.